# Coasts
Coasts was een Britse indierockband uit Bristol, die actief was tussen 2011 en 2018. De groep bestond uit zanger Chris Caines, gitarist Liam Willford, bassist James Gamage, toetsenist David Goulbourn en drummer Ben Street.

## Biografie
De bandleden van Coasts kenden elkaar van de Universiteit van Bath. Toen ze daar in 2011 slaagden, verhuisden ze naar Bristol en richtten daar de band op. Die zomer schreven de bandleden hun eerste nummers, en een jaar later traden ze er voor het eerst mee op. Hun debuutsingle "Stay" verscheen in 2012. Dat jaar, en ook in 2013, gaf de band diverse optredens in het Verenigd Koninkrijk en de rest van Europa, waarvan er een aantal uitverkocht raakten.
In 2015 wist Coasts een klein internationaal succesje te boeken met de single Oceans. Dit nummer bereikte in België de Tipparade. Dat jaar stond de band tevens op Pinkpop.
Hun debuutalbum, dat dezelfde naam draagt als de band, verscheen in januari 2016. Op dit album staat, naast "Oceans", ook het nummer Modern Love, waarmee de band voor het eerst de Vlaamse Ultratop 50 bereikte. In Nederland deed de single niets in de hitlijsten.
Het tweede album van Coasts, This Life Vol 1, verscheen in de zomer van 2017. Een jaar later maakte het vijftal bekend niet meer als band te zullen optreden.

## Hitnoteringen

### Studioalbums
| Album met hitnotering(en) in de Vlaamse Ultratop 200 albums | Datum van verschijnen | Datum van binnenkomst | Hoogste positie | Aantal weken | Opmerkingen |
| ----------------------------------------------------------- | --------------------- | --------------------- | --------------- | ------------ | ----------- |
| Coasts                                                      | 2016                  | 30-01-2016            | 41              | 3            |             |

### Singles
| Single met hitnotering(en) in de Vlaamse Ultratop 50 | Datum van verschijnen | Datum van binnenkomst | Hoogste positie | Aantal weken | Opmerkingen |
| ---------------------------------------------------- | --------------------- | --------------------- | --------------- | ------------ | ----------- |
| Oceans                                               | 2015                  | 05-09-2015            | tip2            | -            |             |
| Modern Love                                          | 2016                  | 20-02-2016            | 50              | 1            |             |